# Кашинета (Лоди)
Кашинета је насеље у Италији у округу Лоди, региону Ломбардија.
Према процени из 2011. у насељу је живело 21 становника. Насеље се налази на надморској висини од 68 м.